# Star Wars: Skywalker trỗi dậy
Star Wars: Skywalker trỗi dậy (tiếng Anh: Star Wars: The Rise of Skywalker) là một bộ phim điện ảnh sử thi không gian Mỹ năm 2019, được sản xuất, đồng sáng tác và đạo diễn bởi J. J. Abrams. Đây sẽ là phần thứ ba của bộ ba phần hậu truyện của loạt Chiến tranh giữa các vì sao, tiếp nối Star Wars: Thần lực thức tỉnh (2015) và Star Wars: Jedi cuối cùng (2017), và là tập thứ chín và cuối cùng của loạt phim chính. Bộ phim do hãng Lucasfilm và công ty sản xuất điện ảnh Bad Robot Productions của Abrams đồng sản xuất và dự kiến sẽ được chịu trách nhiệm phân phối bởi Walt Disney Studios Motion Pictures. Dàn diễn viên trong phim sẽ bao gồm Daisy Ridley, Adam Driver, John Boyega, Oscar Isaac, Lupita Nyong'o, Domhnall Gleeson, Kelly Marie Tran, Joonas Suotamo, Billie Lourd, Naomi Ackie, Richard E. Grant, Keri Russell, Mark Hamill, Anthony Daniels, Carrie Fisher, Billy Dee Williams và Ian McDiarmid; trong đó hai diễn viên sau cùng sẽ trở lại với loạt phim, trên màn ảnh lần đầu tiên kể từ Return of the Jedi năm 1983 và Revenge of the Sith năm 2005, tương ứng.
Sự trỗi dậy của Skywalker là một phần trong bộ ba phim được công bố sau khi Disney mua lại Lucasfilm vào tháng 10 năm 2012. Colin Trevorrow được công bố là đạo diễn của bộ phim vào giữa năm 2015, nhưng đã rời dự án vào cuối năm 2017 do sự bất đồng sáng tạo. Ông được thay thế bởi Abrams, người trước đây đã chỉ đạo Thần lực thức tỉnh. Phim chính thức bắt đầu được bấm máy vào tháng 8 năm 2018 tại Pinewood Studios gần London và hoàn tất vào ngày 15 tháng 2 năm 2019. Bộ phim dự kiến phát hành tại Hoa Kỳ vào ngày 20 tháng 12 năm 2019.

## Nội dung
Hoàng đế Palpatine, kẻ dường như đã chết tại Trận Endor, gửi cho toàn thiên hà một lời đe dọa về sự trả thù của người Sith. Kylo Ren lấy được thiết bị tìm đường của người Sith tại hành tinh Mustafar và lần dấu Hoàng đế đến hành tinh Exegol bí ẩn. Ở đó, anh gặp mặt Palpatine, kiệt quệ về mặt thể chất, hắn tiết lộ rằng Snoke chỉ là một con bù nhìn điều khiển Tổ chức Thứ nhất và mục đích của hắn là đưa Kylo về mặt tối của Thần lực. Palpatine sở hữu một hạm đội Star Destroyer bí mật và ra lệnh cho Kylo đi tìm và giết Rey, người đang tiếp tục được Tướng quân Leia Organa huấn luyện để trở thành Jedi. Finn và Poe Dameron nhận được tin tinh báo rằng Palpatine đang trú ngụ ở Exegol. Từ các ghi chú của Luke Skywalker, Rey biết được rằng một thiết bị tìm đường của người Sith có thể dẫn họ đến đó. Leia cho rằng một đồng minh tại Pasaana có thể giúp đỡ họ. Rey, Finn, Poe, Chewbacca, BB-8 và C-3PO khởi hành trên chiếc Millennium Falcon tiến tới hành tinh Pasaana.
Tại Pasaana, cả nhóm gặp cộng sự của Leia, Lando Calrissian, người chỉ dẫn họ đến vị trí cuối cùng được cho là có thiết bị. Kylo xác định được vị trí của Rey thông qua liên kết Thần lực và bám đuôi cô với Đoàn hiệp sĩ Ren. Nhóm của Rey phát hiện ra hài cốt của sát thủ Ochi, con tàu và droid của hắn ta, và một con dao găm hằn in chữ Sith, tuy nhiên, lập trình của C-3PO không cho phép anh ta dịch bản ngôn ngữ. Cảm thấy Kylo đang ở gần, Rey đối đầu với anh ta. Tổ chức Thứ nhất lấy con tàu Falcon, bắt Chewbacca và lấy con dao găm. Cố gắng cứu Chewbacca, Rey vô tình phá hủy tàu vận chuyển của Tổ chức Thứ nhất bằng sét Thần lực. Tưởng chừng Chewbacca đã chết, cả nhóm trốn thoát trên con tàu của Ochi.
Poe đề nghị tới hành tinh Kijimi để dịch văn bản Sith bằng bộ nhớ của C-3PO. Quá trình này xóa sạch bộ nhớ của C-3PO, nhưng tiết lộ tọa độ của thiết bị tìm đường. Rey cảm nhận được Chewbacca còn sống và cả nhóm thực hiện một nhiệm vụ giải cứu. Trong lúc Kylo tìm Rey, cả nhóm thâm nhập vào chiến hạm của Kylo với sự giúp đỡ của Zorii Bliss, người quen của Poe. Rey lấy lại con dao găm và thấy ảo ảnh về ngày cha mẹ mình bị giết cùng với nó. Kylo tiết lộ rằng Rey chính là cháu gái của Palpatine; vị chúa tể Sith đã ra lệnh cho Ochi bắt Rey khi còn nhỏ, nhưng cha mẹ cô đã giấu cô tại Jakku để bảo vệ cô. Tướng Hux cứu Poe, Finn và Chewbacca khỏi bị xử tử, tiết lộ hắn là gián điệp. Hux cho phép cả nhóm trốn thoát trên tàu Falcon, nhưng bị xử tử vì tội phản trắc.
Cả nhóm đến Kef Bir (mặt trăng biển của Endor), nơi Rey định vị thiết bị nằm trong đống hoang tàn của Ngôi sao Tử thần thứ hai. Kylo tìm đến và phá hủy thiết bị rồi đấu kiếm với Rey. Leia gọi Kylo qua Thần lực, đánh lạc hướng anh; Rey chớp thời cơ đâm vào bụng Kylo. Cảm nhận được cái chết của Leia, Rey chữa lành cho Kylo và lấy con tàu của anh ta tới Ahch-To. Ở đây, linh hồn của Luke khuyên nhủ Rey phải đối mặt với Palpatine và đưa cho cô thanh kiếm ánh sáng của Leia. Rey tới Exegol trên chiến đấu cơ X-wing của Luke, sử dụng thiết bị tìm đường trên tàu của Kylo. Trong khi đó, Kylo trò chuyện với người cha quá cố, Han Solo, trong trí nhớ; anh vứt bỏ thanh kiếm ánh sáng và lấy lại danh tính là Ben Solo. Palpatine phái một tàu khu trục và hủy diệt Kijimi.
Tại căn cứ Kháng chiến, R2-D2 khôi phục bộ nhớ của C-3PO. Quân Kháng chiến lần theo tọa độ của Rey để đến Exegol, nơi cô đối đầu với Palpatine; Hoàng đế yêu cầu cô giết hắn để nối tiếp di sản. Lando mang quân tiếp viện từ khắp thiên hà tham chiến. Ben áp đảo các Hiệp sĩ Ren và gia nhập Rey. Palpatine rút cạn sức mạnh của cặp đôi để trẻ hóa bản thân. Hắn tấn công hạm đội Kháng chiến bằng sét Thần lực và áp chế Ben. Suy sụp, Rey nghe thấy giọng nói của các Jedi tiền nhân, truyền cho cô sức mạnh để gượng dậy. Palpatine tấn công cô bằng sét, nhưng Rey làm chệch hướng nó bằng cách sử dụng thanh kiếm ánh sáng Skywalker, giết chết hắn và chính cô. Ben truyền sinh lực cho Rey và hồi sinh cô; họ hôn nhau trước khi anh chết, trở thành một với Thần lực. Quân Kháng chiến phá hủy phần còn lại của hạm đội Sith.
Quân Kháng chiến ăn mừng chiến thắng. Rey đến thăm chốn nương thân cũ của Luke tại Tatooine và chôn cất những thanh kiếm ánh sáng Skywalker ở đó, chế tạo một thanh kiếm cho riêng mình. Một bà lữ khách già ghé qua hỏi tên cô; với linh hồn của Luke và Leia bên cạnh, cô tự xưng là "Rey Skywalker".

## Diễn viên
- Carrie Fisher[1] vai Leia Organa, nữ tướng của quân Kháng chiến nhạy cảm với Thần lực, góa phụ của Han Solo, thân mẫu của Ben Solo, em sinh đôi của Luke Skywalker và con gái của Darth Vader/Anakin Skywalker. Fisher, mất vào cuối năm 2016, được tái hiện bằng những cảnh quay không được sử dụng trong Thần lực thức tỉnh.[7][8] Cũng đã có kế hoạch sử dụng các cảnh quay không được dùng của Fisher trong Jedi cuối cùng, nhưng lại bỏ qua.[9][10]
- Mark Hamill[1] vai Luke Skywalker, Bậc thầy Jedi cuối cùng, anh sinh đôi của Leia Organa, con trai của Darth Vader/Anakin Skywalker và bác ngoại của Kylo Ren, người đã mất trong Jedi cuối cùng.[11] Hamill cũng lồng tiếng cho Boolio dưới bí danh Patrick Williams, mặc dù ông không được nêu tên cuối phim.[12]
  - Diễn viên đóng thế Lukaz Leong, người hóa vai Ap'lek, một trong những Hiệp sĩ dòng Ren, cũng đóng vai Luke Skywalker thời niên thiếu trong phân đoạn hồi tưởng do sự giống nhau về gương mặt với Hamill và được tái tạo để thể hiện nhân vật Luke xuất hiện trong bộ phim năm 1983 Sự trở lại của Jedi. [13]
- Adam Driver vai Ben Solo/Kylo Ren,[13] Thủ lĩnh tối cao của Tổ chức Thứ Nhất. Tên thật là Ben Solo, anh là con trai của Leia Organa và Han Solo, cháu của Luke Skywalker và cháu trai của Anakin Skywalker/Darth Vader.
- Daisy Ridley vai Rey[13] một người nhặt phế liệu từ Jakku, thành viên của quân Kháng chiến, đệ tử của Luke Skywalker và Leia Organa, và cháu gái của Palpatine.[14][15][16]
  - Cailey Fleming và Josefine Drainera Jackson vai Rey khi còn nhỏ.
- John Boyega vai Finn,[13] thành viên của quân Kháng chiến và cựu stormtrooper (FN-2187), đã đào thoát khỏi Tổ chức.
- Oscar Isaac vai Poe Dameron,[13] phi công chiến đấu X-wing cấp cao và chỉ huy của quân Kháng chiến.
- Anthony Daniels[1] vai C-3PO, droid giao thức phụng sự Tướng Leia Organa. Daniels là diễn viên duy nhất xuất hiện trong tất cả các bộ phim sử thi của nhượng quyền Star Wars.[17]
- Naomi Ackie vai Jannah,[18] cựu stormtrooper của Tổ chức sống trên Kef Bir, người hỗ trợ cho phe Kháng chiến.
- Domhnall Gleeson[1] vai Tướng Hux, chỉ huy thứ hai của Tổ chức, gián điệp cung cấp thông tin cho quân Kháng chiến vì không ưa Kylo Ren.
- Richard E. Grant[1] vai Tướng Trung quân Pryde, một vị tướng cao cấp trong Tổ chức.[19]
- Lupita Nyong'o[1] vai Maz Kanata, cựu hải tặc không gian và là đồng minh của quân Kháng chiến.
- Keri Russell vai Zorii Bliss,[20][21] người quen cũ của Poe từ Kijimi.[22]
- Joonas Suotamo[1] vai Chewbacca, người Wookiee và là người bạn bằng hữu tri kỉ của Han Solo.
- Kelly Marie Tran[1] vai Rose Tico, thợ cơ khí thuộc phe Kháng chiến kết bạn với Finn.
- Ian McDiarmid[23][24] vai Palpatine/Darth Sidious, chúa tể bóng tối Sith và cựu hoàng đế của Đế chế thiên hà, dường như đã bị giết bởi Anakin Skywalker trong Sự trở lại của Jedi.[25]
- Billy Dee Williams vai Lando Calrissian,[1][26] cựu chiến binh của Liên minh nổi dậy, chủ sở hữu ban đầu của tàu Falcon và là người bạn cũ của Chewbacca, Leia Organa, Luke Skywalker và Han Solo. Williams trở lại với thương hiệu Star Wars lần đầu tiên kể từ khi ông góp mặt trong Sự trở lại của Jedi.[27]

Billie Lourd, Greg Grunberg và Harrison Ford lần lượt trở lại với các vai Trung úy Kaydel Ko Connix, Temmin "Snap" Wexley và Han Solo; Ford không được nêu tên ở đoạn credit cuối phim. Ngoài ra, Dominic Monaghan thể hiện Beaumont Kin, một lính Kháng chiến và Shirley Henderson lồng tiếng cho Babu Frik bằng nhiều ngôn ngữ. Hassan Taj và Lee Towersey vào vai R2-D2, thay thế cho Jimmy Vee, người đóng vai này trong hai bộ phim trước đó. Dave Chapman và Brian Herring trở lại để điều khiển con droid BB-8. Đạo diễn J. J. Abrams lồng tiếng con droid D-O. Nick Kellington trở lại để điều khiển con rối của nhân vật Klaud. Martin Wilde, Anton Simpson-Tidy, Lukaz Leong, Tom Rodgers, Joe Kennard và Ashley Beck xuất hiện trong vai Hiệp sĩ Ren. Amanda Lawrence trở lại trong vai Tư lệnh Larma DạnAcy, trong khi Vinette Robinson đóng vai vợ của bà, phi công Wrobie Tyce. Amir El-Masry xuất hiện trong vai Tư lệnh Trach.
Jodie Comer và Billy Howle thể hiện cha mẹ của Rey. Mike Quinn và Kipsang Rotich trở lại với vai người biểu diễn và lồng tiếng cho Nien Nunb. Denis Lawson và Warwick Davis hóa vai Wedge Antilles, cựu chiến binh của Liên minh nổi dậy; và Wicket W. Warrick, thủ lĩnh của tộc Ewok. Tom Wilton và nhà biên kịch Chris Terrio xuất hiện với vai trò là người biểu diễn và lồng tiếng cho Aftab Ackbar, con trai của Đô đốc Ackbar. Nhà soạn nhạc John Williams xuất hiện trong vai Oma Tres, một nhân viên pha chế tại Kijimi và Lin-Manuel Miranda vai một người lính kháng chiến. Kevin Smith và Jeff Garlin đều có vai khách mời. Các diễn viên lồng tiếng khách mời bao gồm James Earl Jones giọng Darth Vader, Andy Serkis giọng Snoke, và giọng nói của các Jedi tiền nhân như Ewan McGregor và Alec Guinness lồng tiếng Obi-Wan Kenobi (bằng giọng lưu trữ được thay đổi kỹ thuật số), Hayden Christensen giọng Anakin Skywalker, Ashley Eckstein giọng Ahsoka Tano, Freddie Prinze Jr. giọng Kanan Jarrus, Olivia d'Abo giọng Luminara Unduli, Frank Oz giọng Yoda, Liam Neeson giọng Qui-Gon Jinn, Jennifer Hale giọng Aayla Secura, Samuel L. Jackson giọng Mace Windu và Angelique Perrin giọng Adi Gallia. Ed Sheeran, Dhani Harrison, Nigel Godrich, J.D Dillard và Dave Hearn có vai cameo stormtrooper.